# Santa Eulália (pintura)
Santa Eulália, (em inglês:  Saint Eulalia) é uma pintura a óleo sobre tela no estilo Pré-Rafaelita, criado em 1885 pelo artista inglês John William Waterhouse, representando a sequência da morte de Eulália de Mérida. Ele está atualmente no Tate Britain.

## História
Uma composição muito ousada, esta é uma das pinturas mais incomuns e, consequentemente, mais impressionantes de Waterhouse.  O cadáver está de modo dramaticamente preocupante, e a neve contrasta com a carne nua de Eulália - a menina de 12 anos parece singularmente deslocada para um quadro de Waterhouse.. Sua escolha de configuração - situar o cadáver na frente e deixar tanto da tela central desocupada - era arriscada, mas funcionou: ao colocar todas as figuras de fundo à distância, ele concentrou o olhar do espectador no corpo nu. A nudez também foi inovadora para Waterhouse - e algo que poderia tê-lo aberto a críticas - mas seu manuseio sensível do sujeito, a juventude do santo e o contexto histórico da pintura permitiram que ele escapasse da "caneta da crítica". O olho também é levado à garota assassinada pelo ângulo da lança da guarda romana, apontando para as cordas que a prenderam à estaca.
De acordo com a lenda, acredita-se que a neve foi enviada por Deus como uma mortalha para cobrir a nudez da santa,  e a pomba, vista voando para cima, perto da multidão de carpideiras, indica de que a alma de Eulália esteja voando para o Céu, escapando de sua boca.

## Ver também

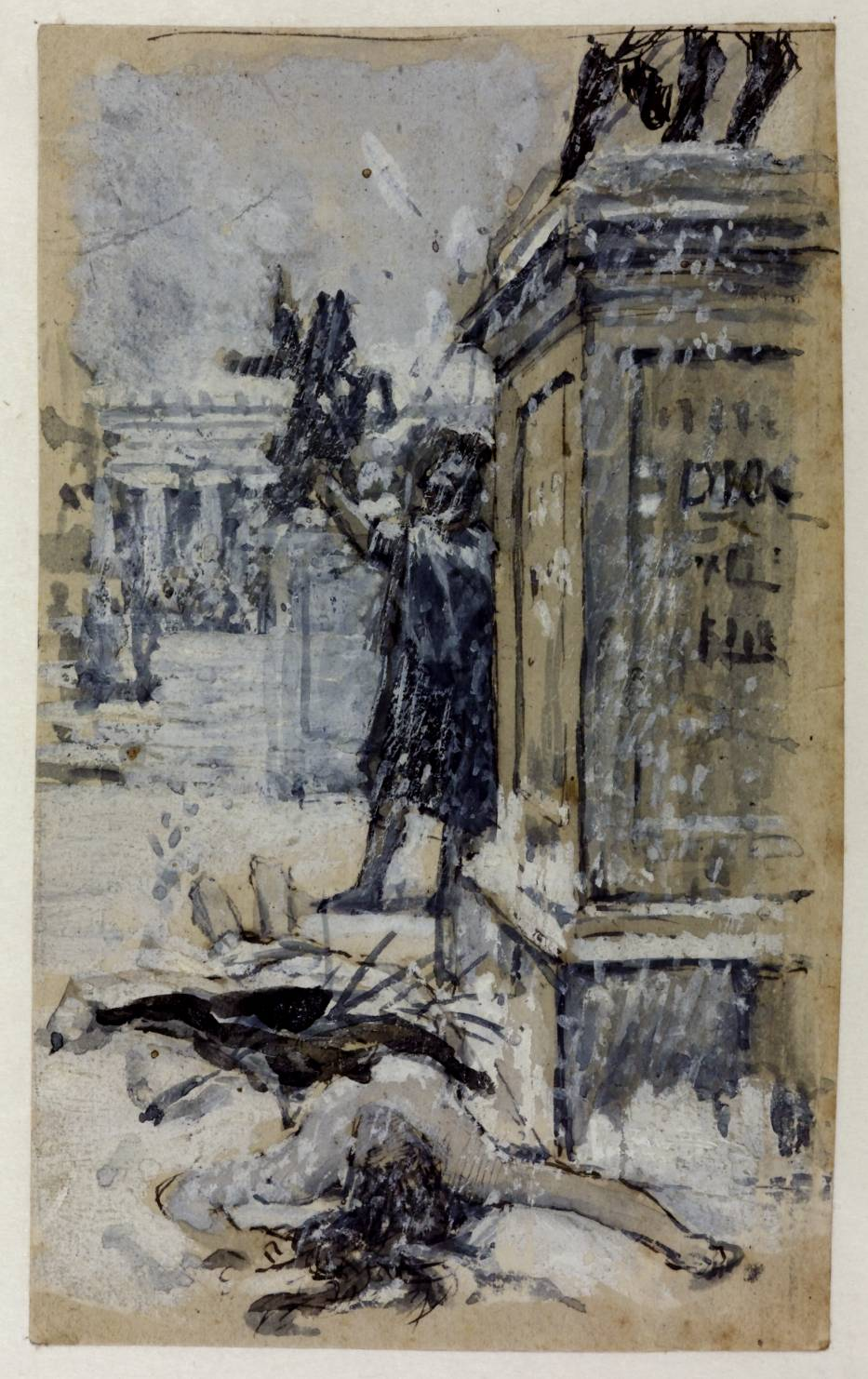
Estudo para o quadro Santa Eulália

## Leitura complementar
- Dorment, Richard (29 de Junho de 2009), «Waterhouse: The modern Pre-Raphaelite, at the Royal Academy – review», The Daily Telegraph.
- Moyle, Franny (13 de Junho de 2009), «Pre-Raphaelite art: the paintings that obsessed the Victorians [print version: Sex and death: The paintings that obsessed the Victorians]», The Daily Telegraph (Review): R2–R3.
- Noakes, Aubrey, Waterhouse. John William Waterhouse, Chaucer Press, 2004.
- Simpson, Eileen (17 de Junho de 2009), «Pre-Raphaelites for a new generation: Letters, 17 June: Pre-Raphaelite revival», The Daily Telegraph.
- Trippi, Peter, J. W. Waterhouse, Da Phaidon Press, 2005.